# 欧阳平 (中央交通部参事)
欧阳平（1905年—1988年），广东宝安人。1949年后任中央人民政府交通部参事。第五届全国政协委员。

## 生平
毕业于广东商科大学。1931年由邓演达发展加入中国国民党临时行动委员会。1933年参加福建事变，任厦门市公安局秘书、福建人民政府总政治部政务处长。1936年后，任中华民族解放行动委员会华东局委员。
1948年冬天，以经商为掩护，参加农工民主党广州情报策反工作组，负责联系广东省政府参议麦朝枢，向中共华南分局提供了国民政府南迁广州的计划等重要情报。帮助黄琪翔从广州潜赴香港。
1949年与彭泽民、丘哲、黄琪翔、章伯钧等，应周恩来之邀，由香港赴北平，参加中国人民政治协商会议第一届全体会议。1949年10月1日登上天安门城楼参加了“开国大典”。农工民主党主席章伯钧任中央人民政府交通部部长，欧阳平被委任为“中央交通部参事”。1950年任西南土改团副团长、武汉市赴朝慰问团副团长等职。1951年底，被中央交通部作为公股代表派往重庆接管“民生轮船总公司”，任办公室主任。1952年民生公司迁往武汉后，被任命为长江航运管理局副局长。后任农工党中央咨监委；农工党武汉市委员会副主委；第五届全国政协委员；第一届湖北省、武汉市人大代表；第一、二、五届武汉市政协常委；第四、六届武汉市政协委员。